# Dankelsrieder Badehaus

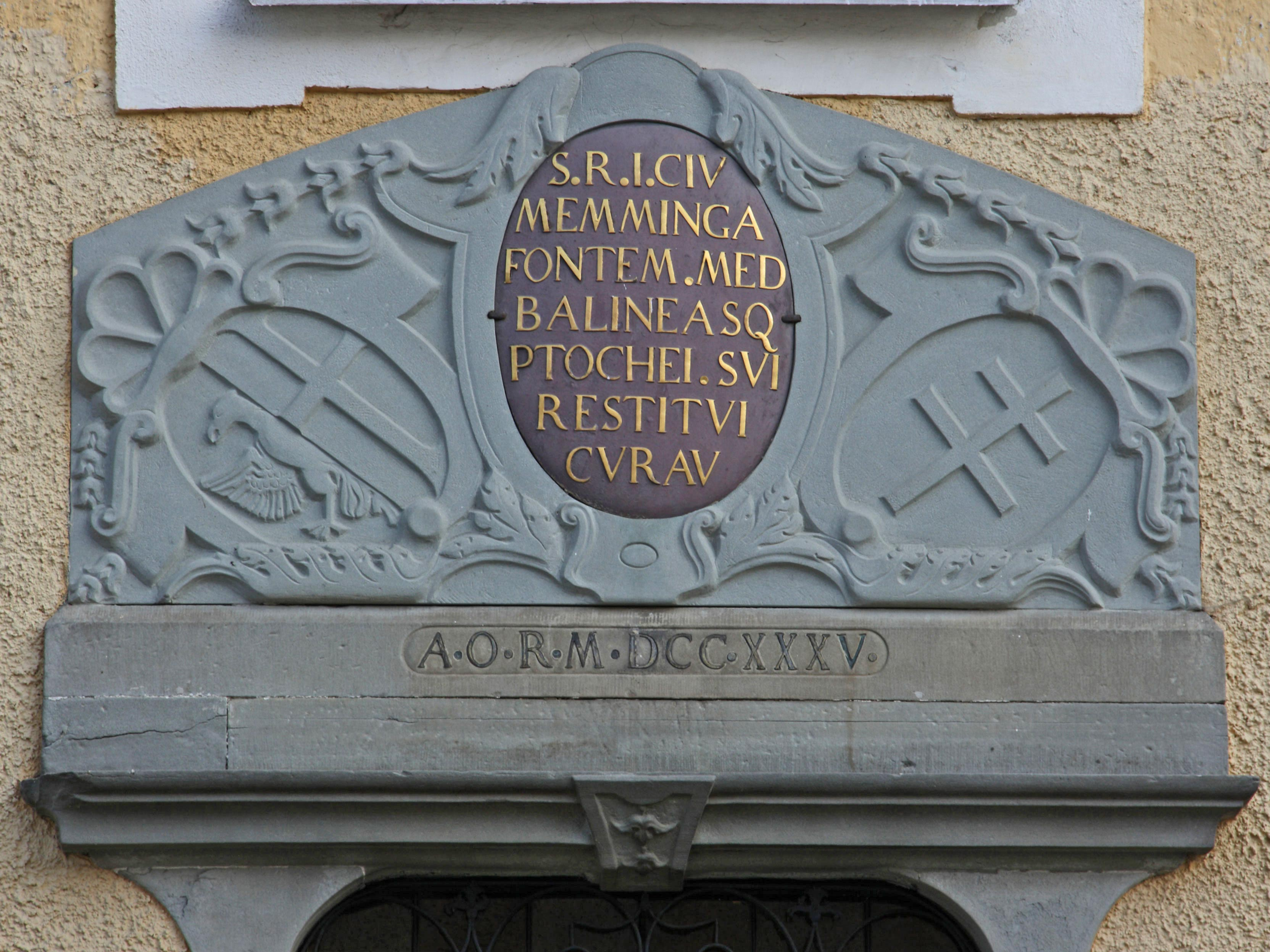
Dankelsried Badehaus Inschrift

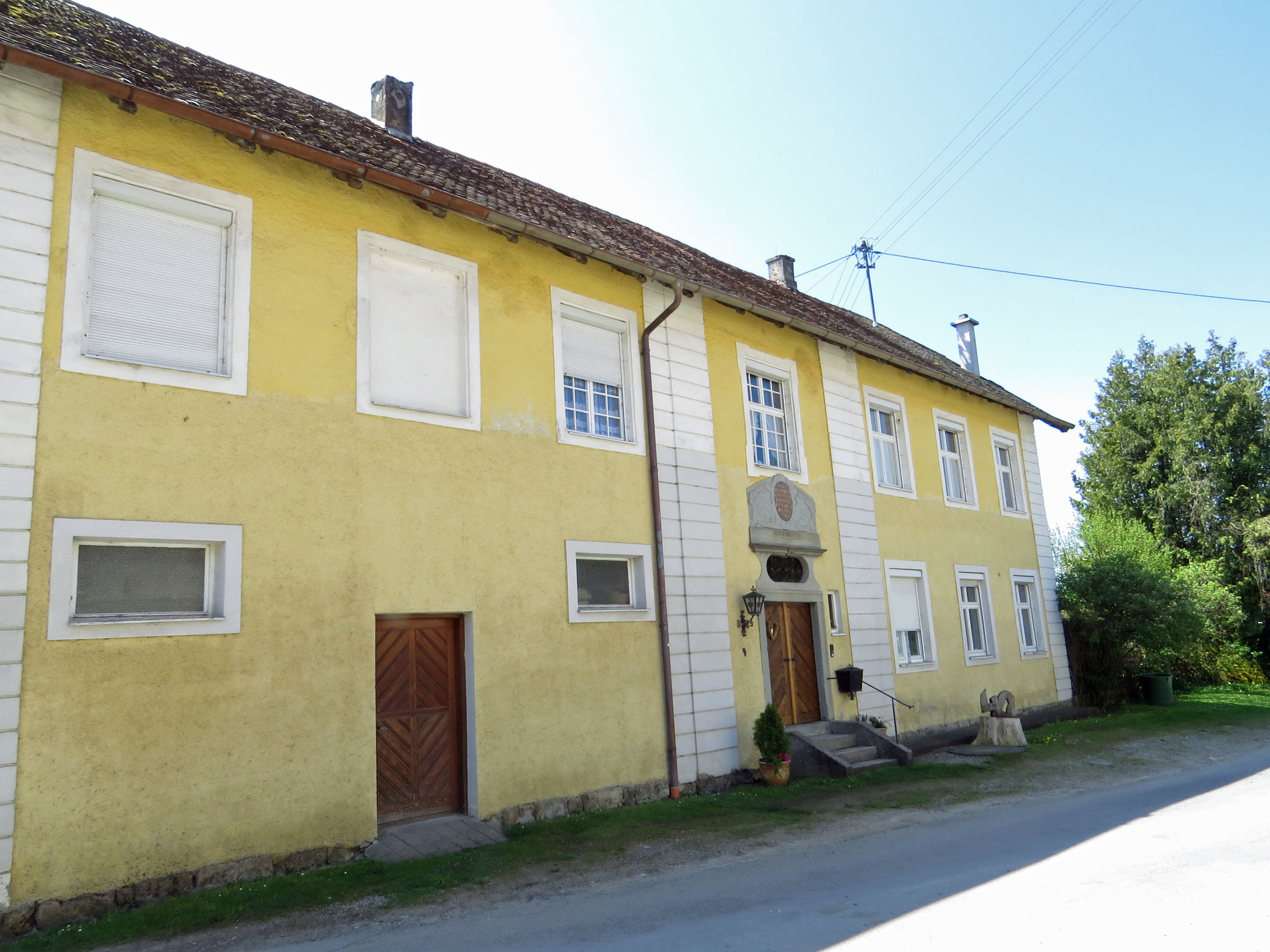
Ehemaliges Badhaus Dankelsried 4

Das ehemalige Dankelsrieder Badehaus ist ein um 1735 errichtetes Baudenkmal im Ortsteil Dankelsried des oberschwäbischen Marktes Erkheim und wurde von der Mineralquelle Dankelsried gespeist.

## Geschichte
Johannes Huith erhielt 1735 vom Unterhospital Memmingen die Erlaubnis, ein Badehaus zu bauen. Bereits am 10. September 1735 konnte das Richtfest gefeiert werden. Das Badehaus bestand zu dieser Zeit aus 35 Baderäumen, die von 55 Wasserrohren über Holzdeichel gespeist wurden. Schon im Folgejahr hatte das Bad einen großen Besucherzustrom. Die Gräfin Königsegg-Rothenfels traf am 15. Juni 1742 für einen längeren Aufenthalt ein. Den weitreichenden Ruf folgend kamen auch der Pfleger der kurbayerischen Herrschaft Mindelheim, Franz Anton von Zinth mit seiner Frau und die Grafen Fugger. Auch aus der näheren Umgebung besuchten hohe Gäste das Bad, unter anderem der Memminger Bürgermeister Friedrich von Stoll zu Wespach. Am 9. Oktober 1767 konnte der Rat der freien Reichsstadt Memmingen auch den Kurfürsten Maximilian III. Joseph im Bad begrüßen. Durch die Plünderungen und Verwüstungen in den Kriegsjahren 1796 bis 1800 wurde das Bad schwer beschädigt. 1805 kaufte der Badwirt Johann Michael Karrer die Landwirtschaft, die Wirtschaft und das Bad, 1840 schloss das Bad.
Aus der Erbauungszeit haben sich von der reichen Ausstattung lediglich zwei Kachelöfen der Frickenhausener Michael Hafner und Georg Stephan und eine Eichenholztreppe erhalten. In den 1970er Jahren wurde die Heilquelle neu gefasst. Eine umfassende Renovierung erfuhr das Badehaus in den Jahren 1984 und 1985. Dabei wurde eine Sandsteintafel mit den Wappen des Unterhospitals und der Reichsstadt Memmingen sowie einer Inschrift am Haus angebracht.

## Architektur

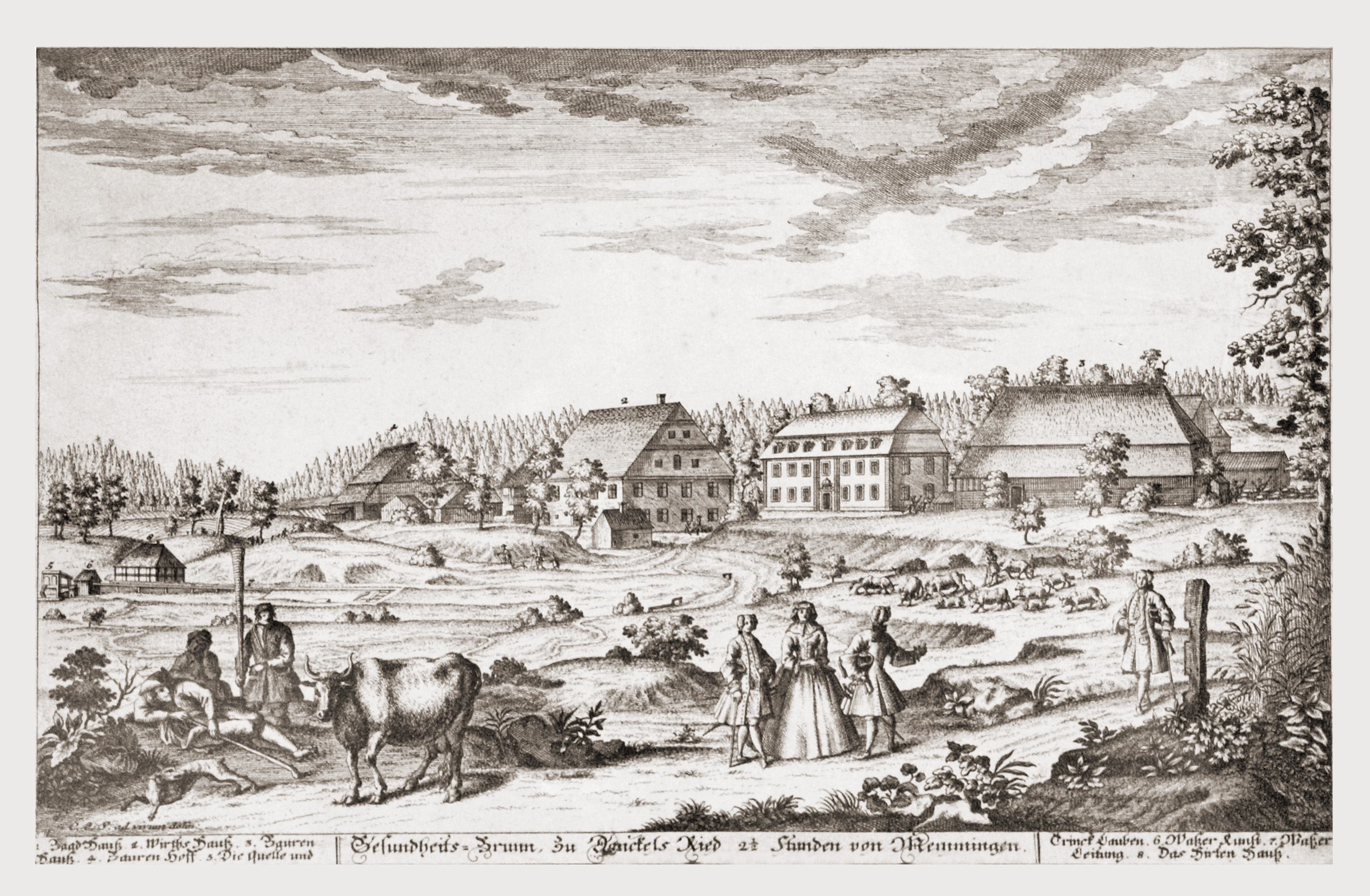
Repro eines Kupferstiches von 1739 eines Augsburger Künstlers. Die Bilder dienten der Werbung für das Bad

Das Badehaus ist ein zweigeschossiger Satteldachbau zu sieben Achsen an der Straßenfront. Diese ist durch genutete Lisenen gegliedert. Die mittlere Achse besitzt ein leichtes Risalit. Der Haustürstock besteht aus Sandstein, im Oberlicht befindet sich ein Gitter aus gerollten Eisenbändern. Darüber befindet sich eine Sandsteintafel mit dem Wappen des Unterhospitals, der Reichsstadt Memmingen sowie einer Inschrift über die Wiederherstellung des Bades aus dem Jahre 1985.